# Topolino e l'enigma di Mu
Topolino e l'enigma di Mu è una storia a fumetti scritta e disegnata da Massimo De Vita e pubblicata per la prima volta sulla rivista Topolino nel 1979. Vi compare per la prima volta un nuovo personaggio, il professor Zapotec.

## Storia editoriale
Pubblicata nel 1979 in due parti sui numeri 1238 e 1239 della rivista Topolino, questa storia introduce il personaggio del professor Zapotec, destinato a divenire, assieme al collega Marlin, una presenza ricorrente nelle storie di Topolino del ciclo dei viaggi nel tempo.

## Trama
Dopo aver decifrato il linguaggio di un'antichissima civiltà, l'antropologo Zapotec teme che qualcuno voglia ucciderlo per appropriarsi della sua scoperta. Chiede quindi aiuto a Topolino che, incoraggiato da Pippo, glielo offre; per i tre ha inizio così una serie di avventure che li porta in Medio Oriente e in Micronesia, alla ricerca dell'albero della vita, il mitico talismano in grado di ridare la gioventù.
Sulle loro tracce però c’è il perfido Doriano De Vulpis, un collega di Zapotec che si è dato al crimine e che si è impossessato di un reperto fondamentale per ritrovare l'artefatto.